# 13-й район: Ультиматум
«13-й район: Ультиматум» (фр. Banlieue 13 Ultimatum) — французский художественный фильм режиссёра Патрика Алессандрена. Премьера во Франции состоялась 18 февраля 2009 года. В России — 3 сентября 2009 года.

## Сюжет
2013 год — прошло три года после событий первой части. Правительство так и не выполняет обещание снести стены. Наоборот, стена, отделяющая неблагополучный пригород от столицы, стала больше, выше и отгородила от цивилизации ещё больше кварталов. По эту сторону стены правят пять банд, контролирующих этнические районы. Преступность увеличилась вдвое. Даже дети, взяв в руки оружие, торгуют наркотиками. Правительство как никогда заинтересовано в «урегулировании проблемы», и разведывательные службы охотно инициируют беспорядки. Лейто и Дамьену снова приходится объединить усилия, чтобы спасти Париж от хаоса.
Фильм начинается с операции ''Рыболовля'', в которой Дамьен одевается в женщину и приглашает людей в комнату, затем он их вырубает и позже открывает люк в канализацию, куда их же и скидывает. Далее он связывается со спецназом, которые начинает операцию и захватывают помещение. Дамьен сталкивается с трудностями, двери взломали. Дальше начинается драка, которая заканчивается паркуром на улицу. Когда он добежал до дверей, спецназ уже взломал код от неё и он выбирается. Его поздравляют с выполнением миссии и он уезжает домой.
Лейто в тоже время взрывает стены, как вдруг к нему приезжают легавые, и он начинает от них убегать. В конечном итоге он пришел в район и легавых обстреляли, но они убежали.
Дамьен в тоже время пошел в кровать с женой. Наутро к нему приходит спецназ и говорят за чем пришли, дальше они показывают ему наркотики, которые ему подкинули подкупные полицейские. Дамьен отправляется в тюрьму. По дороге он ввязывается в драку с полицией и выпросил у них мобильник, на котором он позвонил Лейто и попросил его прийти за ним.
В тоже время подставные копы убили местных полицейских, взяли их машину и пошли везти в 13-й район. Это засняли подростки. Когда они отвезли машину и поставили около базы местных бандитов, они стрельнули не из машины и по машине открыли огонь. Они записали это на камеру и сделали так чтобы это было доказательствами для того чтобы снести 13-й район и построить новый жилой массив. Подросток показал записи Лейто, дальше DISS узнали об этом и пошли его арестовывать, Лейто взял SD карту, на которой всё было записано.
DISS отследили разговор, и они поехали искать Лейто для того чтобы его арестовать. Лейто только пришёл домой, и начал смотреть телевизор. Тем временем полиция была уже около входа в дом, охранники сложили оружие. Лейто решил проверить телефон, после 5 сообщений он услышал Дамьяна. Тем временем спецназ времени не терял и отслеживал шумомером, где Лейто. Его нашли, он в свою очередь бросился в окно и залезать на крышу. Дальше они стали бегать по крышам. Лейто сбежал.
Лейто понимал что нельзя попадаться им, ведь он не попадет в ту же тюрьму с Дамьеном. Он пошёл в ближайший полицейский участок и вырубил полицейского, дальше его посадили именно в то место, где и Дамьян. После он ввязался в драку с теми же полицейскими, что и были у Дамьена. Дальше Лейто пошёл к Дамьену, и они высвободились. Но у Лейто не было плана, поэтому они стали сбегать через вентиляцию. Лейто сказал что вмешаны в этом DISS, ведь такие были номера машины. Дамьен не поверил, но дальше они пошли к их главе, чтобы раздобыть что-то.
Они раздобыли жёсткий диск. Далее секретарша главы DISS позвонила на неизвестный номер и объявила тревогу. Дамьен и Лейто вышли на улицу, сели в машину, и стали уезжать от полицейских. Они выехали через само здание, через комнату самого главы DISS.
Президент думает что делать с 13-м районом. Все предлагают ему избавиться от него, он сказал, что нужно объявить эвакуацию немедленно и завтра думать, что делать со зданиями.
Дамьен и Лейто пришли к башням уже после эвакуации большинства. Снайпер принимает их не за своих и начинает открывать огонь. Они перебежали в подвал и там их встретила Тао. Они объяснили, что им нужно, проверили всю информацию, что была на жёстком диске и они пошли выполнять свой план. 
Президенту представили ящик, в котором можно было запустить ракеты на башни удалённо. Достаточно было провернуть два ключа и нажать на 5 красных кнопок. Президент отказался.
Дамьен и Лейто начали операцию. Они начинали заходить в помещение, все делают тихо и бесшумно. Они заходят в комнату с президентом, и глава DISS приставил к нему (президенту) пистолет. Он сказал, чтобы он вставил ключи и провернул их. Тем временем Дамьен столкнул его с ног и его стали ударять другие бандиты с 13-го района. Президент сказал, что 13-й район будет снова в безопасности, и выделит столько денег, сколько сможет. Но Дамьен и Лейто не захотели просто так уйти. Они сказали ему провернуть ключ, второй ключ, и нажать на все 5 кнопок. Ведь эти здания и вправду им больше не нужны.

## В ролях
- Давид Белль — Лейто
- Сирил Рафаелли — Дамьен Томасо
- Элоди Юнг — Тао
- MC Jean Gab'1 — Молько
- Фабрио Фельцингер — Малыш Монтана
- La Fouine — Али-К
- Даниэль Дюваль — Вальтер Гассман

## Продолжение
Планировалось выпустить сиквел 13-й район: Холодный квадрат. Однако позже миру был представлен другой проект. «13-й район: Кирпичные особняки» (англ. Brick Mansions). Фильм является перезапуском первой части. Съёмки фильма начались 30 апреля 2013 года. По-прежнему роль Лейто сыграл Давид Белль, а Дамьена — Пол Уокер.